# Conservatief socialisme
Conservatief socialisme, rechts socialisme, sociaal rechts of paternalistisch conservatisme is een politieke ideologie die traditionele normen en waarden (conservatisme) combineert met een streven naar (een vorm van) sociale rechtvaardigheid (socialisme) of in ieder geval opkomen voor de zwakkeren en minderbedeelden. Aanhangers van de stroming wijzen het individualisme en liberalisme af, maar accepteren niet zomaar het conservatisme dat in hun ogen heeft geleid tot de opkomt van het liberalisme en individualisme omdat de hoeders van de traditionele normen en waarden - de conservatieve elite - hun plichten jegens de minderbedeelden heeft nagelaten. Conservatief socialisten verwerpen de laissez faire economie van het ongebreidelde kapitalisme.
Eén van de eerste pleitbezorgers van een conservatief socialisme was de Oostenrijkse staatskanselier Klemens von Metternich die in 1847 sprak van een "vreedzaam, op klassenharmonie, kosmopolitische en tradities gerichte" en "monarchistische" vorm van conservatief socialisme.
In zijn boeken Coningsby (1844) Sybil, or The Two Nations (1845) spreekt de latere conservatieve Britse premier Benjamin Disraeli zich uit voor een harmonieuze samenleving en ziet hij een belangrijke taak voor elite als beschermers en hoeders van de armen, gebaseerd op het uit de middeleeuwen stammende concept van noblesse oblige ("adel verplicht"). Het denken van de jonge Disraeli heeft een belangrijke rol gespeeld in de vorming van de beweging Young England ("Jong Engeland") die bestond uit jonge, paternalistische en sociaal bewogen aristocraten die zich inzetten voor betere leefomstandigheden voor de armen en kwetsbaren. Zij waren daarvoor zelfs bereid om met de politieke radicalen samen te werken. Er bestond een overlap tussen hun opvattingen van een agrarische, feodaal socialistische samenleving en de radicaal-socialistische utopische bewegingen van die tijd (Owenites).
In Canada was lange tijd een "Red Tory"-vleugel actief binnen de Progressief-Conservatieve Partij.
In het Communistisch Manifest, sectie III, spreekt Karl Marx zich negatief uit over het conservatief socialisme. Volgens Marx zijn conservatieve of bourgeois socialisten gewoon rijke filantropen en hervormingsgezinde politici die wel van alles doen voor de werkende klasse, maar uiteindelijk niet streven naar de emancipatie van de arbeiders. Sommige "bourgeois socialisten" streven volgens Marx naar opheffing van het proletariaat door iedereen te verheffen tot het welvaartsniveau van de burgerij door middel van eindeloze accumulatie van kapitaal en ongebreidelde groei. De filosoof en aanhanger van de Oostenrijkse School (laissez faire economen), Jesús Huerta de Soto beweert in feite hetzelfde als Marx, maar streeft juist emancipatie van de lagere klassen na middels de vrije markteconomie.
Hoewel verdedigers van het bezit, wijst men eventuele nationalisatie van natuurlijke hulpbronnen niet van de hand.
In Nederland en België zijn er geen rechts-sociale partijen. De voormalige partij Nieuwe Wegen van Jacques Monasch voldoet enigszins aan het profiel van conservatief-socialistische partij. Er zijn ook nauwelijks denkers in deze richting te vinden in de Lage landen. Het gedachtegoed wordt deels uitgedragen door christendemocratische partijen. 

## Vormen van conservatief socialisme
- Agrarisch socialisme
- Corporatisme
- Gildesocialisme
- Christensocialisme
- Melanesisch socialisme
- Falangisme
- Red Tory
- Blue Labour
- Preußentum und Sozialismus
- Harambee

## Conservatief-socialistische, paternalistisch conservatieve en rechts-sociale partijen
- Action Libérale (Frankrijk, 1901-1919)
- Parti Populaire Français* (Frankrijk, 1936-1945)
- Parti Social Français (Frankrijk, 1938-1941)
- Union des Démocrates pour la République (Frankrijk, 1967-1976)
- Movimento Sociale Italiano* (Italië, 1946-1995)
- Alternativa Sociale* (Italië, 2004-2006)
- Alte Sozialdemokratische Partei Deutschlands (1926-1930)
- Sozialistische Reichspartei* (Bondsrepubliek Duitsland, 1949-1952)
- Conservative Labour (Canada, 1872-1875)
- Progressief-Conservatieve Partij van Canada
- Progressive Canadian Party (2004-2019)
- Botswaanse Democratische Partij (Botswana, 1961-)
- Nieuwe Wegen (Nederland, 2017)
- Parti Communautaire Européen* (België, 1965-1984)
- British Workers League (VK, 1916-1927)
- National Democratic and Labour Party (VK, 1918-1922)
- Borgerlisten (Denemarken, 2018-)
- Tsjechische Sociale Volkspartij (Tsjechië)
- Rechtse Socialistische Partij van Japan (1948-1955)
- Sangkum (Cambodja, 1955-1970)
- Progressieve Socialistische Partij van Oekraïne (1996-)
- Nationaal-Bolsjewistische Partij (Rusland, 1992-2005)
- Falange Española* (1933-1977)
- Unión Patriótica Española* (1924-1930)
- Lietuvos liaudies partija (Litouwen, 2003-)
- Democratisch Republikeinse Partij (Zuid-Korea) (1963-1980)
- Libertykorea-partij (Zuid-Korea, 1997-)
- Irish Labour Party (tot ca. 1950)
- National Labour Party (Ierland, 1944-1950)
- Democratic Labor Party (Australië, 1955-1978)
- Democratic Labour Party (Australië, 1978-)
- Partido Justicialista (Argentinië, 1946-)
- Liga Progressista (Brazilië, 1864-1868)
- Partido Trabalhista Brasileiro (1981-)
- Partido Renovador Trabalhista Brasileiro (1994-)
- Jamaica Labour Party (1943-)
- Christelijke Arbeiderspartij (Malta) (Malta, 1961-1966)
- Stronnictwo Pracy (Polen, 1937-1950; 1989-2005)
- Bharatiya Janata-partij (India, 1980)[9]
- National Party of Australia (1920-)[10]
- Russische Al-Volksunie (1991-)
- Rodina (Rusland, 2003-)[11]
- Russische Sociaaldemocratische Partij (1994-2002)[12]
- Russische Volksunie (1991-)
- Centrum voor Sociaal en Conservatief Beleid (Rusland, organisatie binnen de partij Verenigd Rusland, 2005-)
- Russische Socialistische Partij (1996-2001)

(*) Deze partijen zijn tevens fascistisch

## Verwijzingen
1. ↑  Socialisme wordt hier meestal opgevat als een andere benaming voor "gemeenschap" of "broederschap" en duidt hier niet zozeer op een streven naar gelijkheid. Inkomensongelijkheid wordt soms zelfs gezien als "natuurlijk". Vgl. de opvatting van Metternich in de tweede alinea.
2. ↑  In Italië: Destra sociale, Frankrijk: Droite sociale
3. ↑  Peter Viereck: Conservative thinkers: from John Adams to Winston Churchill, Transaction Publishers, 2006, New Brunswick, New Jersey, pp. 74-75
4. ↑  "Rood" verwijst naar de kleur van het socialisme; "Tory" naar de oude benaming voor de conservatieve partij in Engeland
5. ↑  K. Marx en F. Engels: Het Communistisch Manifest, Londen 1848. Gearchiveerd op 10 juni 2023.
6. ↑  Vanwege het emancipatorisch karakter van het hier omschreven "bourgeois socialisme" sluit dit eerder aan bij het klassiek liberalisme en is dus feitelijk als "Links" te beoordelen: de traditionele en "natuurlijke" verhoudingen verdwijnen zo immers.
7. ↑  J. Huerta de Soto: Socialism, Economic Calculation and Entrepreneurship, Northampton, Massachusetts, US: Edward Elgar Publishing, 20104
8. ↑  Marx zou hem als een vertegenwoordiger van het "bourgeois socialisme" hebben beschouwd.
9. ↑  Vermits men integraal humanisme en Gandhiaans socialisme beschouwd als behorend tot het conservatief socialisme.
10. ↑  Formeel hangt men, naast het conservatisme, het agrarisch socialisme aan.
11. ↑  De partij is paternalistisch conservatief; voornamelijk traditionalistisch, maar kent wat prominente leden met een socialistische achtergrond.
12. ↑  Conservatief-socialistisch, lid Unie van Rechtse Krachten 1999-